# Павлина Радовановић
Павлина Радовановић (Ораховац, 2009) српска је уметница, извођач етно и духовне музике из Ораховца на Косову и Метохији.
Родила се 2009. године у породици Звонка и Велинке Радовановић, као четврто од петоро деце. Она је већ од пете године показала изузетан таленат за певање и музику, а убрзо и за клавир. У жељи да јој омогуће музичко образовање родитељи је уписују у музичку школу „Стеван Мокрањац” у Лапљем Селу код Грачанице.
За препознавање њеног умећа у певању највише је заслужан Гаврило Kујунџић, професор музике и композитор, који ју је усмерио на традиционалну духовну музику. Он је аутор косовско-метохијских родољубивих песама, које највећим делом изводи Павлина. Познат је и као оснивач дечије групе „Косовски божури”. Павлина је активни члан и црквеног хора у храму Успења Пресвете Богородице у Ораховцу.

## Самостална певачка каријера
Свој први наступ као соло певач Павлина је имала у манастиру Грачаници 2018. године, а први солистички концерт одржала је у марту 2022. године у Руском дому у Београду, док је један од значајнијих наступа и концерт на сцени Задужбине Илије М. Коларца 2023. године. Период од неколико година обележили су многобројни наступи, како у Србији, тако и у земљама у окружењу, а потом се догодио и низ наступа у европским земљама. Наступала је и у Русији, међу којима вреди издвојити наступе на концерту „Бесмртног пука” и Дечјем културном форуму Министарства културе РФ у Москви. Два боравка у Русији резултирала су њеним првим музичким материјалима са неколико песама, које је објављен у новембру 2022. године, и спотом „Русија, баљшаја велика”, који је посвећен је љубави Срба према Русији.
Између својих концерата Павлина наступа и на бројним манифестацијама.

## Сарадња и остали пројекти

### Улога у филму: „Златни рез 42 - Деца Козаре”
Филм „Златни рез 42 - Деца Козаре” је српски ратни драмски филм у режији Лордана Зафрановића, по сценарију Арсена Диклића и Зафрановића, који ће угледати светлост дана током 2025. године. Снимања су кренула у јулу 2022. године, а настављена у мају 2023. године, на локацијама у Србији и Републици Српској и трајала су до краја августа 2023 године. Павлина Радовановић је привукла пажњу Лордана Зафрановића, који јој је наменио улогу „девојчице очаравајућег гласа из колоне”. Са њом у филму глуми и њена сестра Слободанка. Филм говори о страдању српске деце у Независној држави Хрватској, током Другог светског рата 1942. године.

### Хип-хоп састав „Београдски синдикат”
Павлина је са саставом „Београдски синдикат” сарађивала у реализацији две песме: „Теци реко” и „Гето”. Обе песме имају снажне поруке сличне тематике, а то је реална слика живота Срба на Косову и Метохији. Песма „Гето” највише говори о свакодневици у Павлинином родном месту Ораховцу, енклави у којој људи живе у изузетно тешким условима, веома ограниченог кретања, где деца не могу безбедно да се играју међу децом која нису српске националности.

## Награде и признања

### Захвалница руске Организације „Бесмртни пук”
Наступе у Русији је остварила после позива званичних државних институција и организација у мају 2022. године, где је за руску публику одржала више наступа. Приликом тог боравка, Павлина је учествовала у Москви на манифестацији поводом Дана победе над фашизмом у Другом светском рату. У знак захвалности за њен рад, мисију и дела која чини, позната руска организација „Бесмртни пук” доделила јој је своје признање.

### Благодарница Руске православне цркве
Средином маја 2022. године, након наступа на московском Црвеном тргу и у надалеко чувеном Сретењском манастиру, као вид подршке младој уметници уручена је „Благодарница” Руске православне цркве.

### Светосавска награда за 2022. годину
На Светог Саву, 27. јануара 2023. године, Павлина Радовановић, као ученица ОШ „Доситеј Обрадовић”, добила је „Светосавску награду за 2022. годину” за: ангажовање у наставним и ваннаставним активностима и изузетну промоцију српске музичке баштине Косова и Метохије.

### Одликовање „Најборбенија у 2023”
У фебруару 2024. године Павлина је од стране часописа Борба, на прослави 102. годишњице овог штампаног листа, добила Одликовање за „НАЈБОРБЕНИЈУ” у 2023.

### Сретењски орден
На Сретење 15. фебруара 2024. године Павлина је, на свечаном пријему у Председништву, од председника Србије Александра Вучића, добила „Орден Карађорђеве звезде трећег степена” којим је одликована за нарочите заслуге и успеху у представљању Србије у области музичке уметности.

### Златна плакета за најплеменитији дечји подвиг
У априлу 2024. године на свечаности у Скупштини града Београда, „Вечерње новости”, 60. пут, уручио је златне и сребрне плакете одважним и храбрим добитницима признања у традиционалној и јединственој, акцији „Најплеменитији подвиг године”. За свој племенити подвиг у прикупљању донација намењених за осликавање цркве у свом родном месту доделио је Павлини Радовановић, као потврду њеног великог залагања аутентично признање: „Златну плакету за најплеменитији дечји подвиг”.

## Образовање
2024. године завршила је ОШ „Доситеј Обрадовић” у Ораховцу и нижу музичку школу „Стеван Стојановић Мокрањац” у Грачаници. Исте године је уписала музичку школу „Мокрањац” у Београду.

## Подршка Манастира Хиландара
Дана 20. септембра 2022. игуман Свете царске српске лавре Манастира Хиландара, Високопреподобни архимандрит Методије уручио је хиландарску стипендију, коју ће Павлина Радовановић добијати до краја школовања.

## Први музички албум „Дете Метохије”
У децембру 2024. године, под покровитељством Хиландара и са благословом Архиепископа и Митрополита рашко-призренског г. Теодосија, објављен је њен музички албум „Дете Метохије”. На албуму се налази укупно девет песама, од којих су осам потпуно нове. Стихове и музику су написали кантаутори Слободан и Дарко Станковић. Музички продуцент и аутор аранжмана је Давид Павловић. Албум је издат у продукцији непрофитне продукцијске куће „Унисон”, која је основана са хиландарским благословом ради неговања и представљања духовне и традиционалне музике.

## Дискографија

### Студијски албуми
- 2024: Дете Метохије